# نادية الغزي
نادية الغزي (مواليد 1935) محامية وكاتبة سورية. وهِيَ مِن مُقدمات التلفزيون أيضاً وكانت من أوائِل النِّساء في التلفزيون السوري.

## النشأة والمهنة
وُلِدَت نادية في دمشق عام 1935. كانَ والِدُها سعيد الغزي من أصل تركي وعَمِلَ مرتين رئيساً لوزارة سوريا. وَوالدَتُها بَلقيس المور، وقد التحقت نادية بجامعة دمشق وحصلت على درجة في القانون الوَطني والدولي.
وفي عام 1960، انضمَّت نادية إلى مؤسسي التلفزيون السوري عِند إطلاقه؛ وبدأت في تَحرير وتَقديم بَرنامج عائلتها «البيت السعيد»، ثم تَبِعَها عرض الأطفال الشعبية ما بين 1973-1975. كَما أنها كانَت نجمة في اثنتين من الدراما التلفزيونية في 1982 و2004. وما بين 1975-1979 تم استضافَتُها في ثَلاثة بَرامج حِوارية مُوَجَّهة للأسرة في إذاعة دمشق.
في عام 1979 كانَت ناديَة عُضواً وأميناً لإتحاد الكِتاب العربي وشارَكت في لجان تغيير القانون السوري، خاصَّة فيما يَتَعلق بحقوق المرأة. وبدأت أيضاً الكتابة في عدة مجلات،
 بما في ذلك «تاباباك» و «المارة». وبحلول أوائل عام 1980 بدأت في نشر العديد من الكتب وكتبت عِشرين كتاباً بشكل جَماعي.
وفي عام 2008 كانَت عُضواً في مَجلس إدارة جمعية أصدقاء دمشق وعضواً في اللَّجنة العليا للاحتفالات التي أقيمَت في دمشق خلال فترة ولايتها عام2008.

## الحياة الشخصية
مُتزوجة من نزار باكدونويس ولها ثلاث بنات: لمى وندى ورشا.